# Institut des hautes études en arts plastiques
 (juin 2012).
Si vous disposez d'ouvrages ou d'articles de référence ou si vous connaissez des sites web de qualité traitant du thème abordé ici, merci de compléter l'article en donnant les références utiles à sa vérifiabilité et en les liant à la section « Notes et références ».
L'Institut des hautes études en arts plastiques (Iheap) est une école d'arts créée en 1988 par la ville de Paris qui confia à Pontus Hultén la mission d’étudier un projet d’école destinée à de jeunes artistes, en référence au Bauhaus et au Black Mountain College et comme alternative à l’École nationale supérieure des beaux-arts de Paris. L’institut ferme en 1995.

## Les professeurs et intervenants de l'Iheap

### Session I (1988-1989)
« Le Territoire de l'art ». Sous la direction de Pontus Hultén. Professeurs : Daniel Buren, Serge Fauchereau, Pontus Hultén, Sarkis. Première partie : 4 octobre – 30 novembre 1988. Deuxième partie : 31 mai – 30 juin 1989. Palais de Tokyo, Paris.
- Michael Asher, artiste
- Daniel Buren, artiste
- Hans Haacke, artiste (« Esthétique et Architecture »)
- Komar et Melamid, artistes
- Bertrand Lavier, artiste
- Coosje Van Bruggen, artiste
- Claes Oldenburg, artiste
- Huang Yong Ping, artiste
- Sarkis, artiste
- Thomas Shannon, artiste
- Jean Tinguely, artiste
- Jiechang Yang, artiste
- Jean Nouvel, architecture
- Renzo Piano, architecture
- Pr. Étienne-Émile Baulieu, biologie fondamentale (professeur de biochimie à la Faculté de médecine de l'Université de Paris XI, directeur de l'Unité sur les communications hormonales de l'INSERM, membre de l'Académie des sciences, Paris)
- Jean-Michel Arnold, cinéma (directeur du CNRS, Image média, Paris)
- Monique Sicard, cinéma (chargée de recherche au CNRS, Image média, Paris)
- Raoul Ruiz, cinéma (réalisateur : projection à la Cinémathèque française de ses films, La Chouette aveugle, L'Hypothèse du tableau volé, L'Autel de l'amitié, Les Divisions de la Nature, suivie d'une discussion à l'Institut)
- Germano Celant, critique d'art (« En dansant avec Duchamp »)
- Michael McClure, littérature
- Pontus Hultén, muséographie (directeur fondateur de l'Institut des hautes études en arts plastiques, Paris ; directeur artistique du Palazzo Grassi, Venise : « Le Territoire de l'art comme refuge », « Marcel Duchamp » ; « Colonne sans fin de Constantin Brancusi » ; « Carré noir de Kasimir Malevitch » ; « Vladimir Tatline » ; « Relation entre Éric Boulatov et Jeff Wall »)
- Jean-Hubert Martin, muséographie (directeur du Musée national d'art moderne, Centre Pompidou, Paris : « Les magiciens de la terre »)
- Michel Chion, musique (compositeur, essayiste, réalisateur de cinéma et vidéo, chercheur indépendant)
- Jean-François Lyotard, philosophie (philosophe)
- Jean Douchet, cinéma (critique de cinéma ; directeur de la Cinémathèque Française, Paris ; projection de ses films, Les Maîtres fous, Chronique d'un été, à la Cinémathèque Française, suivie d'une discussion à l'institut)

### Session II (1989-1990)
« Le Territoire de l'art : l'interprétation des œuvres, mise en scène, mise en espace ». Sous la direction de Sarkis. Professeurs : Daniel Buren, Serge Fauchereau, Pontus Hultén, Sarkis. Première partie : 20 novembre – 22 décembre 1989, Palais de Tokyo, Paris. Deuxième partie : 1er février 1990, Palais de Tokyo, Paris. Troisième partie : 1er – 30 juin 1990, Musée Russe, Leningrad.
- Giovanni Anselmo, artiste (« Sur quelques travaux récents : 1985-1989 »)
- Daniel Buren, artiste
- Éric Duyckaerts, artiste
- Luciano Fabro, artiste
- Hans Haacke, artiste
- Yannis Kounellis, artiste
- André Raffray, artiste
- Edward Ruscha, artiste (présentation de son travail dans son exposition personnelle au Centre Pompidou)
- Sarkis, artiste (présentation de quatre de ses expositions)
- Danièle Huillet et Jean-Marie Straub, cinéma (réalisateurs : projection de leur film « Cézanne » au Centre Pompidou, suivie d'une discussion à l'institut)
- Robert Kramer, cinéma (réalisateur : visualisation de sa vidéo « Route One/USA » à l'institut suivie d'une discussion)
- Valeri Naoumov, cinéma (réalisateur, projection de son film « Brésil » à la Cinémathèque de Leningrad, suivie d'une discussion sur place)
- Mikaîl Bode, critique d'art (rédacteur de la revue Isskustvo, Leningrad)
- Bruno Corà, critique d'art (directeur de la revue Aeiuo, Rome)
- Ida Biard, galeriste
- Éric Fabre, galeriste
- Anna Ptakowska, galeriste (« Le marché de l'art »)
- Pietro Spartà, galeriste
- Daniel Templon, galeriste
- Serge Fauchereau, littérature (écrivain ; historien de l'art : Les écrits et Merzbau de Kurt Schwitters)
- Pontus Hultén, muséographie (directeur fondateur de l'Institut des hautes études en arts plastiques, Paris ; directeur artistique du Palazzo Grassi, Venise ; directeur artistique de la Kunst une Austellungshalle der Bundesrepublik Deutschland, Bonn : « Réinstallation de l'atelier Brancusi » au Centre Pompidou)
- Jean-Hubert Martin, muséographie (directeur du Musée national d'art moderne au Centre Pompidou, Paris : « Joseph Beuys, Marcel Broodthaers et Robert Filliou »)
- Harald Szeemann, muséographie (organisateur d'expositions: « La mise en scène des expositions »)

### Session III (1990-1991)
« La situation de l'artiste ». Sous la direction de Pontus Hultén. Professeurs : Daniel Buren, Serge Fauchereau, Pontus Hultén, Sarkis. Première partie : 14 janvier – 28 février 1991 ; Deuxième partie : 2 avril – 7 mai 1991.
- Michael Asher, artiste
- Robert Barry, artiste
- Jacqueline Dauriac, artiste
- Ilya Kabakov, artiste
- Jean Le Gac, artiste
- Niki de Saint Phalle, artiste
- Sarkis, artiste
- Andrej Tisma (en), artiste
- Lawrence Weiner, artiste
- Patrick Bouchain, architecture (constructeur)
- Jean-Michel Arnold, cinéma (directeur du CNRS, Image Média, Paris, secrétaire général de la Cinémathèque française, Paris)
- Comte Giuseppe Panza di Biumo, collectionneur
- Michel Claura, commissariat d'exposition (avocat, critique d'art, concepteur d'exposition)
- Bruno Cora, commissariat d'exposition (critique d'art, directeur de la revue Aeiuo, Rome)
- Pierre Descargues, commissariat d'exposition (journaliste, chargé de l'émission « Les Arts et les gens » sur France Culture)
- Michel Nuridsany, commissariat d'exposition (responsable de la rubrique « Art au quotidien », Le Figaro, concepteur d'expositions)
- Jean-Noël Schifano, commissariat d'exposition (journaliste, écrivain : « À propos de Lucio Amelio »)
- Jean-Claude Zylberstein, droit (avocat, directeur de la collection « Domaine étranger » aux éditions 10/18, Paris)
- Benjamin Buchloh, histoire de l'art (professeur au département d'histoire critique et théorie de l'art au MIT Boston, directeur d'études au Whitney Independent Study Program, New York ; éditeur de la revue October, New York)
- Jean-François Chevrier, histoire de l'art (historien d'art, critique, spécialiste de la photographie, professeur d'art contemporain, École nationale supérieure des beaux-arts, Paris)
- Serge Fauchereau, littérature (écrivain, historien d'art)
- Abdel Kebir Khatibi, littérature (professeur à l'Université de Rabat, directeur de la revue Signes du Présent.
- Pontus Hultén, muséographie (directeur fondateur de l'Institut des hautes études en arts plastiques, directeur artistique du Palazzo Grassi, Venise)
- Jean-Louis Maubant, muséographie (directeur du Nouveau Musée, Villeurbanne)

### Session IV (1991-1992)
« Les Grands proje t.», Sous la direction de Pontus Hultén. Profess eurs: Daniel Buren, Serge Fauchereau, Pontus Hultén, Sarkis. Professeur  invité: Michael Asher. Première partie : 14 octobre – 21 novembre 1991. Deuxième partie : 13 janvier – 12 mars 1992.
- Renzo Piano, architecture
- Afrika, artiste
- Michael Asher, artiste
- Daniel Buren, artiste
- Peter Fend, artiste (« Est-Ouest au Montenegro : vers l'intégration de l'Adriatique et des Arts »)
- Dan Graham, artiste (« The Garden as Museum »)
- Matt Mullican, artiste ; André Raffray, artiste (« Un grand projet (au crayon de couleurs) »)
- Jean-Pierre Raynaud, artiste
- Niki de Saint Phalle, artiste
- Sarkis, artiste (« Autour d'une chambre »)
- Pr. Étienne-Émile Baulieu, biologie fondamentale (professeur de biochimie à la Faculté de médecine de l'Université de Paris XI, directeur de l'unité sur les communications hormonales de l'Inserm, membre de l'Académie des Sciences, Paris.)
- Pr. Dr. David Klatzmann, biologie fondamentale (biologiste, laboratoire de biologie et génétique des pathologies immunitaires, Groupe hospitalier Salpêtrière, Paris : « La représentation en biologie » et « Recherche et Sida »)
- Nelly Kaplan, cinéma (Réalisatrice : projection de son film sur Abel Gance à la Cinémathèque Française suivie d'une discussion à l'institut.) ; Gérard Legrand, cinéma (Réalisateur de films scientifiques, essayiste cinématographique.)
- Clovis Prévost, cinéma (réalisateur, président de l'Association de la Recherche sur l'Imaginaire : visualisation de ses vidéos : « La légende du silex sur Robert Garcet et Monsieur G », discussion sur le Palais idéal de Ferdinand Cheval dit « Le Facteur Cheval ».)
- Giulio Macchi, commissariat d'exposition (commissaire d'exposition, scénariste, directeur de la revue Sfera, Rome : « La Magnitude : les grands travaux de l'humanité »)
- Jean-Claude Zylberstein, droit (« Droit des arts plastiques », avocat ; directeur de la collection Domaine étranger aux éditions 10/18, Paris)
- Benjamin Buchloh, histoire de l'art (professeur au département d'Histoire critique et théorie de l'art au MIT, Boston, directeur d'études au Whitney Independant Study Program, éditeur de la revue October, New York)
- Robert Bordaz, muséographie (conseiller d'État ; avocat, ex-président du Centre Pompidou)
- Jürgen Harten, muséographie (directeur du Stadtichess Kunsthalle, Düsseldorf : « Malevitch »)
- Pontus Hultén, muséographie (directeur fondateur de l'Institut des hautes études en arts plastiques ; directeur artistique de la Kunst und Ausstellungshalle des Bundesrepublik, Bonn : « Constantin Brancusi : Le Parc à Tirgu Jiu l'Atelier », « Watts Towers » de Simon Rodia, « Lightning Field » de Walter De Maria, « Grand Verre » de Marcel Duchamp, « Le Cyclop » de Jean Tinguely)
- Jean-Louis Maubant, muséographie (directeur du Nouveau Musée, Villeurbanne : présentation du Nouveau Musée)
- Roland Recht, muséographie (directeur des musées de Strasbourg : « Le Retable d'Issenheim de Gründwald »)
- Jean-Claude Terrasson, philosophie (essayiste)